# Django Mathijsen
Django Mathijsen (1966) is een Nederlandse sciencefiction- en fantasyauteur, wetenschapsjournalist en componist.
Mathijsen studeerde af als werktuigkundig ingenieur aan de Technische Universiteit Eindhoven.
Hij won onder andere de NCSF-prijs, de eerste editie van Trek Sagae, De Grote Brugse Fantasy Boekhandelaward en drie keer de Unleash Award en is als vast jurylid betrokken bij Fantastels.